# Saturnin Świerzyński

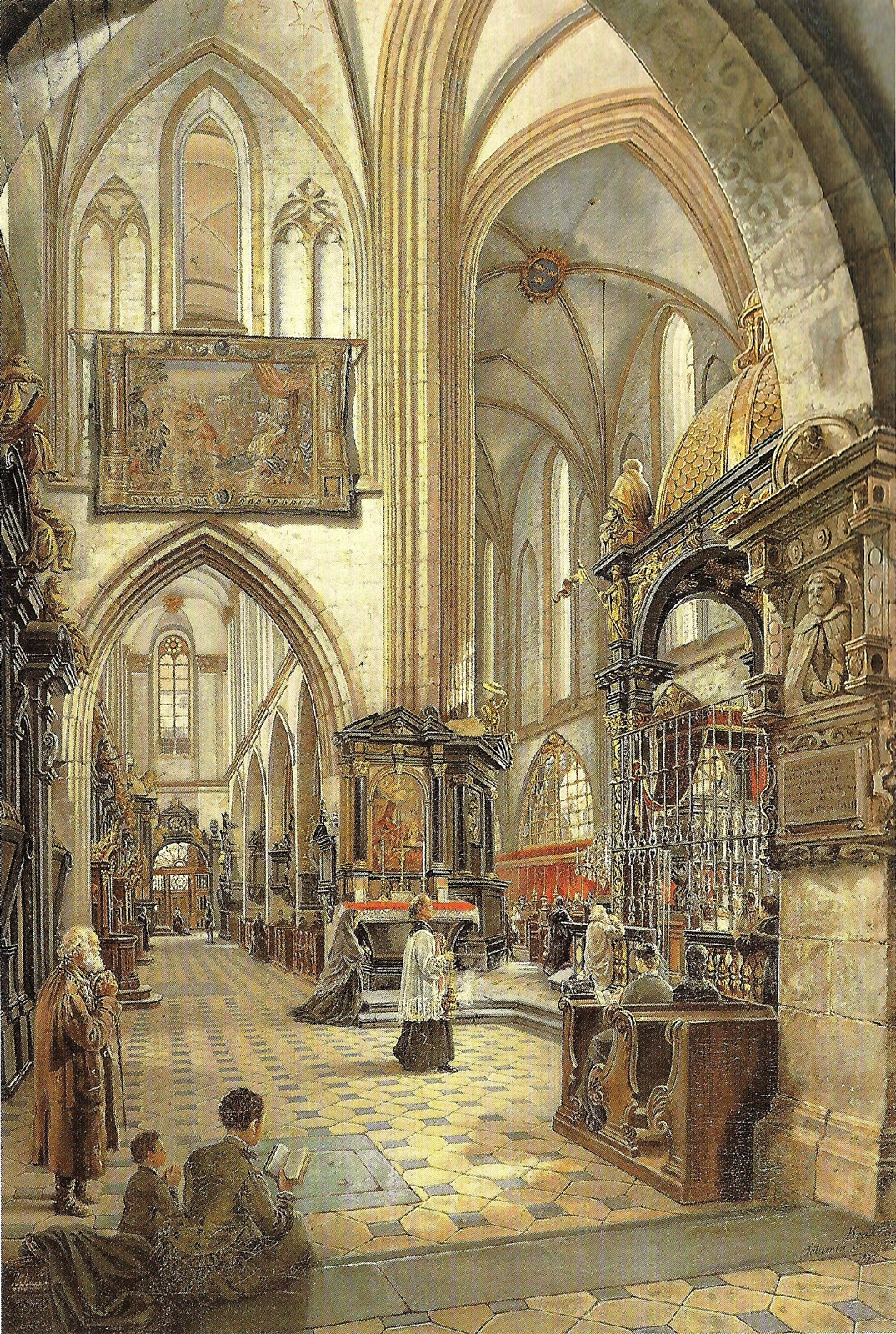
Wnętrze katedry na Wawelu, 1877

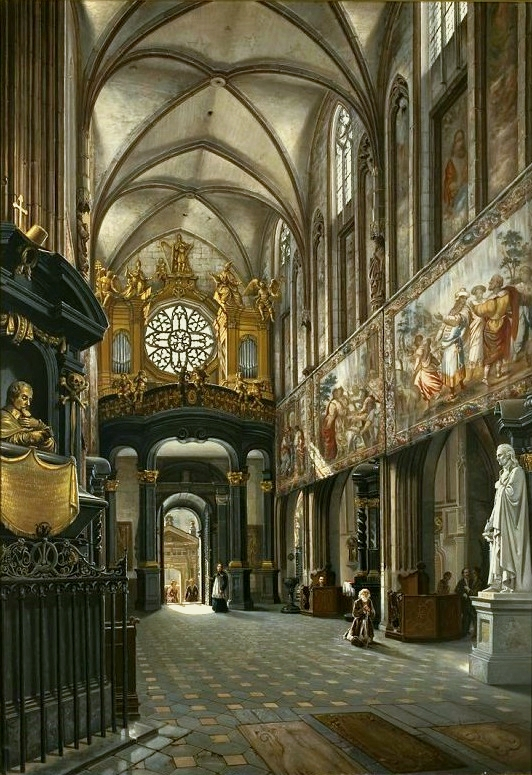
Widok na chór i nawę główną katedry na Wawelu, 1880

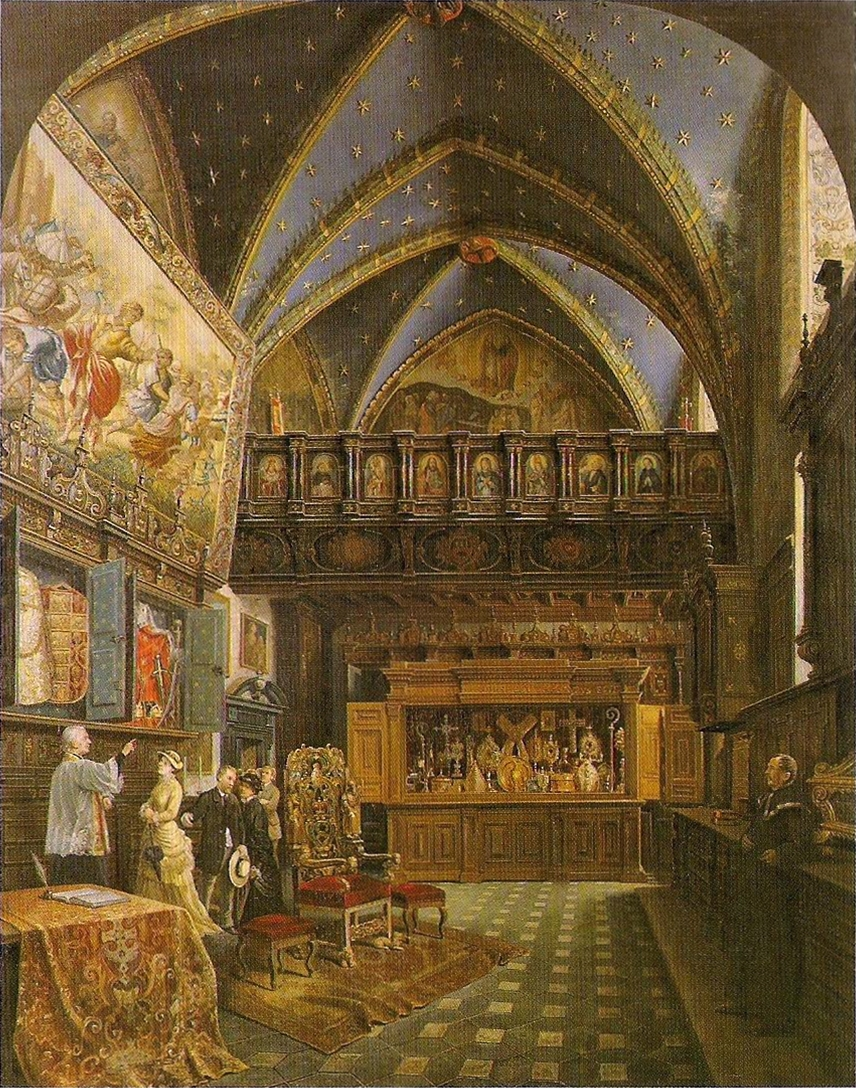
Wnętrze skarbca, 1883

Saturnin Świerzyński (ur. 25 lub 26 listopada 1820 w Krakowie, zm. 30 stycznia 1885 tamże) – polski malarz, nauczyciel rysunków m.in. w gimnazjum św. Jacka w Krakowie. Autor przede wszystkich widoków kościołów i ich wnętrz, a także scen rodzajowych, portretów, krajobrazów i obrazów religijnych. Wykonywał również kopie obrazów oraz przeprowadzał prace konserwatorskie.

## Życiorys
Wcześnie osierocony, wychowywał się u baronowej Borowskiej, a od jedenastego roku życia u księdza Józefa Pawłowskiego.
Uczył się w gimnazjum św. Anny w Krakowie. Jak wspominał po latach, malarzem postanowił zostać pod wpływem prac konkursowych, które wykonali Rafał Hadziewicz, Jan Nepomucen Bizański i Wojciech Stattler, ubiegający się o posadę profesora malarstwa. Obrazy te miał okazję zobaczyć w 1834 roku, a dwa lata później rozpoczął naukę w krakowskiej Szkole Sztuk Pięknych u Wojciech Stattlera. Po przerwaniu nauki zaangażował się w działalność polityczną, w wyniku której w kwietniu 1838 roku na szesnaście miesięcy trafił do więzienia. W 1839 r. powrócił na studia.
Jeszcze jako student sam nauczał: na pensji żeńskiej Dutkiewiczowej, u państwa Sokulskich i u Wojciecha Stattlera, gdzie był nauczycielem jego synów, Henryka i Adama. Później pracował jako guwerner syna hrabiego Piotra Moszyńskiego, Emanuela. U Moszyńskich poznał zatrudnioną tam jako opiekunka Wenerandę Stylińską (ur. 1826). Para pobrała się 2 lutego 1853 roku. Mieli siedmioro dzieci: Stanisława (ur. 1854), Helenę (ur. 1856), Marię (zm. 1860), Władysława (ur. 1861), Aleksandra (ur. 1862), Jana (ur. 1864) i Michała (ur. 1868, zm. 1957). Świerzyński był także nauczycielem rysunków u Adama Koziebrodzkiego, gdzie nauczał jego dzieci Karolinę i Władysława, oraz w szkołach: w gimnazjum św. Jacka oraz w szkole przy klasztorze św. Andrzeja.
Świerzyński zmarł na przewłoczny katar płuc 30 stycznia 1885 roku. Został pochowany na cmentarzu Rakowickim w Krakowie (pas 13).

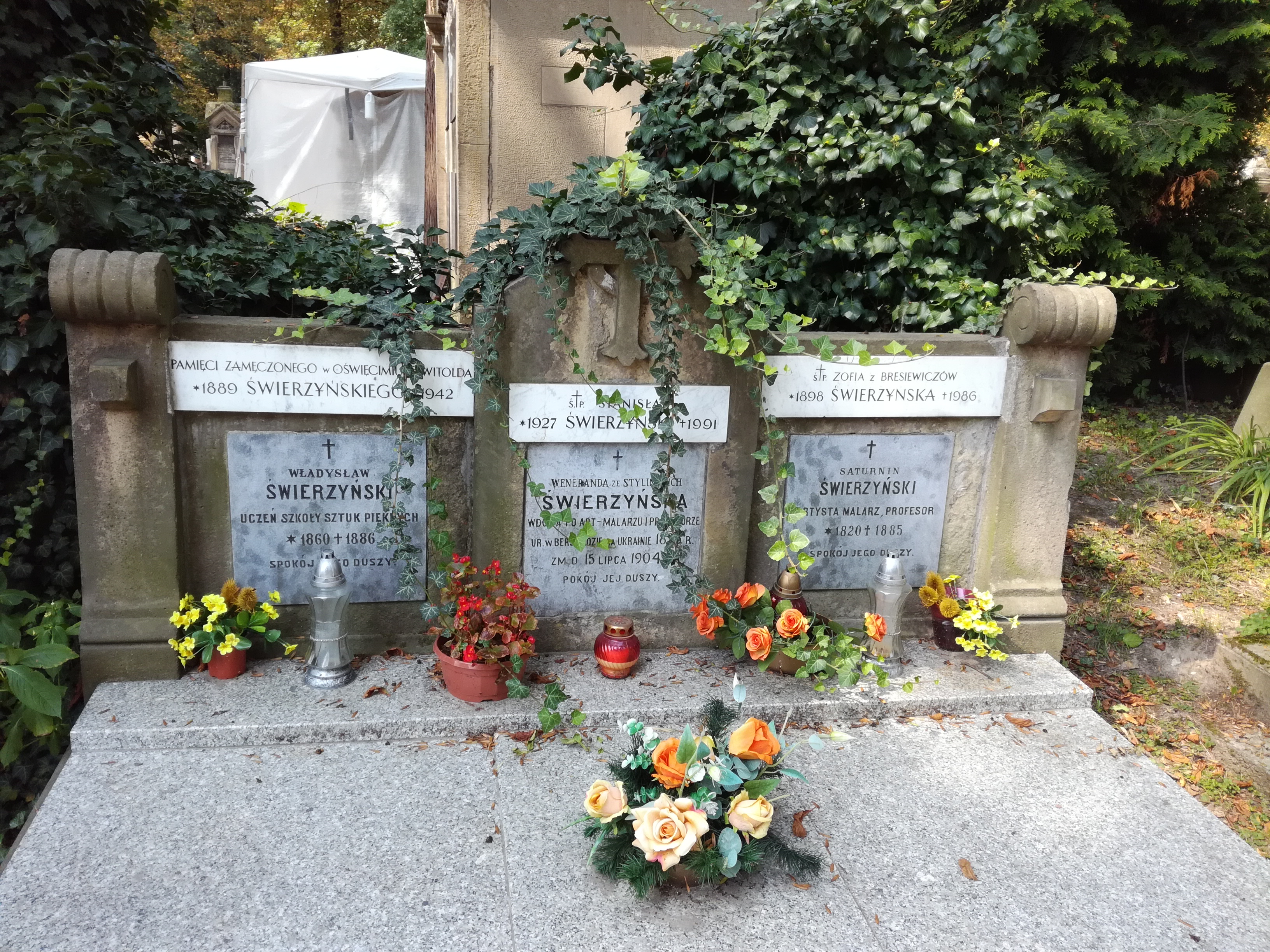
Grób Saturnina Świerzyńskiego na cmentarzu Rakowickim

## Twórczość
Malarz pozostawił po sobie rękopis zatytułowany Spis Obrazów przeze mnie malowanych jakoteż dochodów i wydatków malarskich i rysunkowych tudzież dochodów z lekcyi przezemnie udzielanych. Wynotował w nim m.in. niemal 400 namalowanych przez siebie obrazów olejnych, z których jednak wiele zaginęło.
Na początku swojej kariery artystycznej Świerzyński wykonywał różnego rodzaju prace: kolorował fotografie, malował portrety na podstawie zdjęć, wykonywał kopie obrazów. Najważniejszą część jego dorobku stanowiły widoki architektoniczne, zwłaszcza drobiazgowo przedstawione wnętrza kościołów. Pierwsze przedstawienia o tej tematyce wykonał w 1858 r. – były to: rysunek Wnętrze kościoła katedralnego na klocku pod drzeworyt oraz obraz olejny Wnętrze kościoła katedralnego w Krakowie. Obrazy Świerzyńskiego ukazujące wnętrza sakralne charakteryzują się drobiazgowo oddanymi detalami, poprawną zazwyczaj perspektywą i kolorystyką, stanowiąc zarazem cenne źródło ikonograficzne dotyczące dawnego wyglądu tych miejsc.

## Wybrane prace
- Autoportret, 1851, olej na płótnie, ok. 74 × 55 cm, Lwowska Galeria Sztuki
- Portret żony, 1854, Muzeum Historyczne Miasta Krakowa
- Uczące się dzieci, 1861, olej na płótnie, Muzeum Narodowe w Krakowie
- Wnętrze kościoła św. Anny w Krakowie, 1866, olej na płótnie, 135 × 113 cm, Muzeum Narodowe w Krakowie
- Widok wnętrza kościoła katedralnego na zamku w Krakowie, presbiterium zwane, 1870, ok. 70 × 45 cm, seminarium duchowne w Orchard Lake, USA
- Widok nawy bocznej katedry na Wawelu, 1873, olej na płótnie, 126 × 90 cm, Muzeum Narodowe w Warszawie
- Widok z tronu biskupiego na główną nawę i kaplicę św. Stanisława w katedrze na Wawelu, 1875, 157 × 115,5 cm, Muzeum Narodowe w Krakowie
- Wnętrze katedry na Wawelu (Widok wnętrza nawy bocznej lewej w katedrze na Wawelu), 1877, Państwowe Zbiory Sztuki na Wawelu
- Kaplica św. Stanisława i południowe ramię transeptu z widokiem na kaplicę Wazów, 1878, 121 × 82,5 cm, Muzeum Narodowe w Poznaniu
- Widok na kaplicę Zygmuntowską, 1879, olej na płótnie, 106,5 × 72,5 cm, Muzeum Archidiecezji Łódzkiej
- Widok na chór i nawę główną katedry na Wawelu, 1880, olej na płótnie, 133,5 × 94 cm, Muzeum Narodowe w Warszawie
- Wnętrze kaplicy Mariackiej (Batorego) w katedrze na Wawelu, 1881, 80 × 63 cm, Państwowe Zbiory Sztuki na Wawelu
- Chrystus Ukrzyżowany, 1884, kościół w Rzezawie[10]